# رشقون
رشقون هي تجمع ثانوي لبلدية بني صاف في ولاية عين تموشنت في الجزائر .
وهي بلدة ساحلية صغيرة عند مصب وادي تافنة ، على بعد 7 كيلومترات غرب بني صاف و قبالة الجزيرة المسماة جزيرة رشقون الواقعة على بعد 2 كم من الشاطئ.
تأسست القرية الساحلية حول شاطئين رمليين. شاطئ رشقون الذي يجتازه وادي تافنة و يصب فيه ، و قليلا إلى الشرق شاطئ مدريد ، وهو خليج صغير ، يفصله عن الأول رعن صخري.

## التاريخ

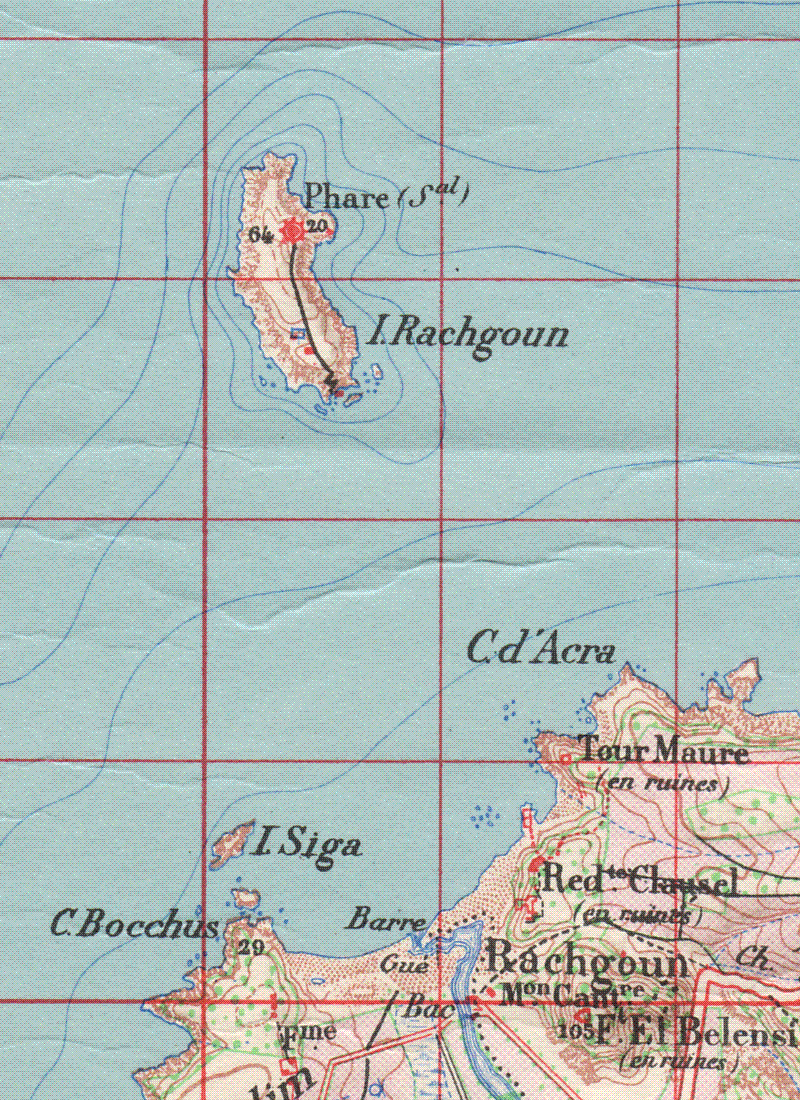
خريطة طبوغرافية للمنطقة

يعتبر الموقع محطة تجارية بوينيقة قديمة. و قد جرت بالمنطقة حفريات مهمة أشرف عليها الباحث الفرنسي سيرج لانسال ؛ على مقربة من سيقا ، عاصمة سيفاكس النوميدية . في العهد الزياني كانت رشقون عبارة عن ميناء. في عام 1836 ، قام الفرنسيون بتنصيب حامية في الجزيرة و تاسيس مبنى عسكري على الضفة اليمنى لمصب وادي تافنة ، جنوب غرب البرج المربع.
بلغ عدد سكانها 1450 نسمة سنة 1998.

## قائمة المراجع
Achour Cheurfi, Dictionnaire des localités algériennes, Alger, Casbah Editions, 2011